# 30255 Bohner
30255 Bohner este o planetă minoră (asteroid) din centura de asteroizi. A fost descoperită pe 24 aprilie 2000 la Stația Anderson Mesa de Lowell Observatory Near-Earth-Object Search. 
Obiectul prezintă o orbită caracterizată de o semiaxă mare de 2,5363908 UAi, o excentricitate de 0,11, o înclinație de 2,86678 ° în raport cu ecliptica.